# Kleszczele
Kleszczele (in bielorusso Кляшчэлi, trasl. Klaszczeli) è un comune urbano-rurale polacco del distretto di Hajnówka, nel voivodato della Podlachia.
Ricopre una superficie di 142,62 km² e nel 2023 contava 2 095 abitanti.
Il bielorusso è riconosciuto e tutelato nel comune come lingua della minoranza.